# Mesohemerobius jeholensis
Mesohemerobius jeholensis là một loài côn trùng thuộc bộ Neuroptera. Loài này được Ping miêu tả năm 1928.